# Yoseikan budo
Lo Yoseikan Budo (養正館武道) è un'arte marziale giapponese che nasce dalla sintesi delle esperienze di Hiroo Mochizuki, figlio del maestro Minoru Mochizuki, allievo a sua volta dei maestri Kanō Jigorō (Jūdō) e Morihei Ueshiba (aikidō).

## Nome
La disciplina prende il nome dall'edificio Yoseikan (trad. YO=Insegnare SEI=Rettitudine KAN=Casa BU=Guerra DO=Via quindi complessivamente "La casa che insegna con rettitudine la via del guerriero"), il dojo personale di Mochizuki padre, in cui le varie discipline erano insegnate separatamente, sebbene la ricerca di Mochizuki avesse portato ad evidenziarne i tratti comuni e la creazione di alcune forme, tra l'altro erano preservati i sutemi waza di Gyokushin Ryu disciplina non insegnata nella sua interezza allo Yoseikan.

## Caratteristiche
Il figlio Hiroo iniziato in giovane età alle arti marziali dal padre, con un'accurata opera di sincretismo fonde le varie discipline in un'unica arte a cui dà il nome del dojo paterno seguito dalla parola Budo per indicare la completezza dell'arte.
Lo Yoseikan Budo è un'arte marziale dalle forti connotazioni tradizionali: propone infatti un ritorno alla multidisciplinarità delle scuole di combattimento classiche del medioevo giapponese, dove il giovane guerriero veniva addestrato in tutte le tecniche necessarie al combattimento sul campo di battaglia: dal combattimento con armi lunghe, quali lo yari o la naginata, alla scherma, al combattimento corpo a corpo a mani nude o con armi corte, dall'equitazione al tiro con l'arco.
Contemporaneamente a questa sua attenzione per la formazione di un guerriero come era inteso dalla tradizione classica giapponese, lo Yoseikan Budo accetta il tempo ed il contesto in cui si colloca attualmente, fornendo a coloro che lo praticano -e soprattutto agli istruttori ed ai maestri- stimoli per un continuo arricchimento psicofisico e culturale, invitandoli continuamente mediante corsi specifici, seminari e stage a mantenere sempre viva e desta l'attenzione verso il mondo che li circonda, promuovendo l'arricchimento personale ed il miglioramento della salute fisica e mentale.
La pratica dello Yoseikan Budo contempla sia il combattimento a mani nude che quello armato.
Il combattimento a mani nude è sviluppato mediante l'insegnamento di tecniche su tutte le distanze (lunga, media e lotta a terra) comprendenti: colpi (atemi) portati con tutto l'arsenale del corpo (calci, pugni, colpi di mano, gomito, ginocchio e testa), proiezioni (tipiche delle scuole di Jūdō e jujutsu), leve articolari (tipiche delle scuole aiki), immobilizzazioni e strangolamenti sia in piedi sia al suolo.
Il combattimento con le armi trae le proprie origini dalle scuole classiche di scherma giapponese (katori shinto ryu) e prevede l'uso di armi lunghe (yari, naginata, bō) della spada (katana) e di armi corte (tanbō sia singolo che doppio, coltello, nunchaku, tonfa, sai).
Inoltre per permettere di esercitarsi nel combattimento oltre all'uso delle protezioni (caschetto con visiera, guantoni, conchiglia, paraseno per le ragazze, paratibie e parapiedi), è stato introdotto l'uso di armi sportive, quali il tschobo (katana), tanbō (bastone medio) e konbo (tantò), che ripropongono le dimensioni dei corrispettivi reali ma sono rivestite da una leggera imbottitura che le rende pressoché innocue.
Nel suo percorso di formazione lo Yoseikan, tenendo conto delle nuove metodologie didattiche, contempla l'uso di forme miste con uso di tecniche a corpo libero associate a tecniche di arma per migliorare lo studio della distanze e dei tempi.
Al fine inoltre di fornire un adeguato allenamento cardiovascolare, è stato introdotto l'uso di forme musicali per allenare la routine tecnica in maniera aerobica e ritmica.
Lo scopo dello Yoseikan budo è pertanto quello di formare un “guerriero universale” capace di usare qualsiasi arma, a qualsiasi distanza, in qualsiasi situazione, e di adattarsi agli eventi senza farsi travolgere, trovando l'armonia in sé e con l'avversario e favorendone la realizzazione.
Lo Yoseikan Budo vuole essere la ricerca del “ceppo comune” che attraversa tutte le arti marziali mediante la riscoperta dei movimenti chiave che gestiscono il corpo umano, come l'onda shock che ne è la caratteristica indiscussa.

## In Italia
Lo Yoseikan in Italia ebbe molto successo e ad oggi è diffuso in numerose regioni. Nel 1985 scoppiò una crisi che vide disconoscere dal Maestro Hiroo Mochizuki l'allora Federazione Italiana Yoseikan Budo (F.I.Y.B.), infatti i fondatori di questa federazione erano innanzitutto allievi del padre di Hiroo, Minoru, e non sposavano le diverse metodologie proposte da Hiroo dopo il ritiro del padre. Tuttora è solo l'Accademia Italiana Yoseikan Budo (A.I.Y.B.) ad essere ufficialmente riconosciuta da Hiroo Mochizuki, mentre nella Federazione Italiana Yoseikan Budo (F.I.Y.B.) viene applicato quanto insegnato da Minoru Mochizuki ai fondatori.